# Apicia ascolia
Apicia ascolia är en fjärilsart som beskrevs av Druce 1892. Apicia ascolia ingår i släktet Apicia och familjen mätare. Inga underarter finns listade i Catalogue of Life.